# 한양고속
한양고속(漢陽高速)은 충청남도를 연고로 하는 시외버스, 고속버스 운송회사이다. 본사는 충청남도 서산시 음암면 운암로 648-4에 위치해 있고, 면허지는 충청남도 서산시와 아산시에 분산되어 있다.

금남고속 및 중부고속과 계열사는 아니지만 2001년부터 대전 ~ 인천국제공항 공항버스 노선 공동 배차를 계기로 현재까지 파란색/노란색 도색을 공유하고 있다.

## 역사
1968년 12월 옛 서울교통자동차(주)를 양수하여 천안시에서 한양여객자동차(주)로 설립되었다. 1990년대까지는 충청남도 아산시 지역의 시내버스 사업도 하였으나 1997년 3월 아산시 시내버스를 건창여객에 매각하고,한양여객자동차(주)에서 현재의 상호로 변경하였으며, 2014년 11월 충청남도 서산시 음암면 현재 위치로 본사 사옥을 이전하였다.

2017년 천안시 시내버스 회사인 새천안교통 설립에도 참여한적이 있으나2019년 사모투자회사가 한양고속을 인수한 후 새천안교통 지분을 정리하면서 현재는 시외버스 및 고속버스 운영에만 주력하고 있다.

## 운행 노선
시외버스는 충청남도청 도로교통과 발표 시내외버스 일반현황 (2016년 12월 31일 기준) 인용.
| 운행업체 | 보유 노선수 | 보유 노선수 | 보유 노선수 | 면허 대수 | 면허 대수 | 면허 대수 | 등록 대수 | 등록 대수 | 등록 대수 |
| -------- | ----------- | ----------- | ----------- | --------- | --------- | --------- | --------- | --------- | --------- |
| 운행업체 | 노선 합계   | 시외버스    | 고속버스    | 대수 합계 | 시외버스  | 고속버스  | 대수 합계 | 시외버스  | 고속버스  |
| 한양고속 | 94          | 83          | 11          | 123       | 86        | 37        | 123       | 86        | 37        |

### 고속버스
2024년 4월 기준이다. 모든 노선이 시외버스에서 고속버스로 전환된 노선이다.
| 운행 노선     | 공동 운행사       | 운행구간 | 운행구간 | 운행구간 | 경유지       | 운행 대수 | 운행 대수 | 비고                                                                   |
| 운행 노선     | 공동 운행사       | 운행구간 | 운행구간 | 운행구간 | 경유지       | 일반      | 우등      | 비고                                                                   |
| ------------- | ----------------- | -------- | -------- | -------- | ------------ | --------- | --------- | ---------------------------------------------------------------------- |
| 서울 ↔ 당진   | 대원고속 충남고속 | 서울호남 | ↔        | 당진     | 기지시(일부) | 3         | 15        | 2014년 10월 28일 우등 증차                                             |
| 서울 ↔ 보령   | 충남고속          | 서울호남 | ↔        | 보령     |              | -         | 6         | 여름 휴가철 대천해수욕장까지 연장 운행                                 |
| 서울 ↔ 서산   | 충남고속          | 서울호남 | ↔        | 서산     |              | 4         | 16        | 2014년 8월 1일 국도 제32호선 경유 개선명령                             |
| 서울 ↔ 안면도 | 충남고속          | 서울호남 | ↔        | 안면도   | 창기리       | -         | 2         | 2015년 9월 23일 중간경유지 추가 여름 휴가철 꽃지해수욕장까지 연장 운행 |
| 서울 ↔ 태안   | 충남고속          | 서울호남 | ↔        | 태안     |              | 2         | 6         | 2014년 8월 1일 국도 제32호선 경유 개선명령                             |
| 인천 ↔ 서산   | 충남고속          | 인천     | ↔        | 서산     |              | -         | 5         | 2014년 8월 1일 국도 제32호선 경유 개선명령                             |
| 인천 ↔ 태안   | 충남고속          | 인천     | ↔        | 태안     |              | -         | 5         | 2014년 8월 1일 국도 제32호선 경유 개선명령                             |
| 대전 ↔ 당진   | 충남고속          | 대전     | ↔        | 당진     | 기지시(일부) | -         | 5         |                                                                        |
| 대전 ↔ 서산   | 충남고속          | 대전     | ↔        | 서산     |              | -         | 5         | 2014년 8월 1일 국도 제32호선 경유 개선명령                             |
| 대전 ↔ 태안   | 충남고속          | 대전     | ↔        | 태안     |              | -         | 2         | 2014년 8월 1일 국도 제32호선 경유 개선명령                             |
| 부천 ↔ 서산   | 충남고속          | 부천     | ↔        | 서산     |              | -         | -         | 2014년 8월 1일 국도 제32호선 경유 개선명령                             |

### 시외버스
서울남부버스터미널 (서초동) 출발 노선
- 남서울(남부터미널) → 기지시, 당진 → 서산 → 태안, 만리포
- 남서울(남부터미널) → 기지시, 당진 → 서산 → 태안, 몽산포(남면), 안면도
- 남서울(남부터미널) → 서산 → 태안, 만리포
- 남서울(남부터미널) → 서산 → 태안, 몽산포(남면), 안면도 (일부 시간대, 영목까지 운행)
- 남서울(남부터미널) → 한서대학교, 해미, 서산
- 남서울(남부터미널) → 밀두리, 삽교천(운정리), 신평, 합덕 (일부 시간대, 인주단지 경유)
- 남서울(남부터미널) → 송악이주단지
- 남서울(남부터미널) → 내포, 홍성, 광천 → 보령
- 남서울(남부터미널) → 서천 → 장항[7]

동서울종합버스터미널 (구의동) 출발 노선
- 동서울 → 기지시, 당진[8]
- 동서울 → 내포, 홍성, 광천 → 보령[9]

인천종합버스터미널 (관교동) 출발 노선
- 인천 → 한서대학교, 해미, 서산
- 인천 → 기지시, 당진 (일부 시간대, 삽교천(운정)-신평 경유)[10]
- 인천 → 송악이주단지, 삽교천(운정리), 신평, 합덕

부천터미널 출발 노선
- 부천 → 기지시, 당진 → 서산 → 태안[8]
- 부천 → 대전복합[11]
- 부천 → 정부세종청사, 세종시→ 정부대전청사 → 유성[11][12]

성남 출발 노선
- 성남 → 기지시, 당진 → 서산 → 태안, 안면도
- 성남 → 천안 → 아산, 신창 → 신례원 → 합덕
- 성남 → 천안 → 아산[13]
- 성남 → 천안
- 성남 → 내포신도시, 홍성, 광천 → 보령

태안 출발 노선
- 태안 → 서산 → 당진, 기지시 → 인천국제공항
- 태안 → 서산 → 당진, 기지시 → 김포국제공항 → 고양
- 태안 → 서산 → 당진, 기지시 → 부천
- 태안 → 서산 → 당진, 기지시 → 의정부 (→ 상행 첫차는 동두천까지 운행)[8]
- 태안 → 서산 → 수원 (일부 시간대, 운암, 운산 경유)
- 태안 → 서산, 해미, 한서대학교 → 수원

당진 출발 노선
- 당진, 기지시, 신평, 운정 → 수원
- 합덕, 신평, 삽교천(운정리), 송악이주단지 → 인천
- 합덕 → 신례원 → 신창, 아산 → 천안 → 성남

천안, 아산 출발 노선
- 아산 → 천안 → 성남
- 천안 → 인천

대전 출발 노선
- 대전복합 → 부천
- 대전복합 → 의왕(고천시외버스정류장) → 안양
- 대전복합 → 정부대전청사 → 세종시, 정부세종청사 → 안양
- 대전복합 → 고양[14]
- 대전복합 → 기지시 → 당진 (일부 시간대, 삽교천(운정리)-신평 경유)
- 대전복합 → 서산 → 태안
- 대전복합 → 예산 → 내포신도시 → 홍성
- 유성 → 정부대전청사 → 세종시, 정부세종청사 → 부천
- 대전서부 → 유성 → 공주 → 예산 → 내포신도시 → 홍성 (공주-예산 구간은 고속도로 운행)[15]

인천국제공항, 김포국제공항 출발 노선
- 인천국제공항 → 정부대전청사 → 대전복합 (일부 시간대, 세종시-세종청사 경유)[11]
- 김포국제공항 → 정부대전청사 → 대전복합 (일부 시간대, 세종시-세종청사 경유)[11]
- 인천국제공항 → 기지시, 당진 → 서산 → 태안[8]
- 김포국제공항 → 기지시, 당진 → 서산 → 태안 (고양에서 출발)[8]
- 인천국제공항 → 천안[13]
- 인천국제공항 → 김포국제공항/송도국제도시(인천대입구역) → 천안 → 아산 (일부 시간대, 아산까지 연장 운행)[13]
- 인천국제공항 → 김포국제공항 → 신례원, 예산 → 내포신도시, 홍성[16]
- 인천국제공항 → 김포국제공항 → 내포신도시, 홍성 → 보령[16]

## 운행 차량
현대자동차
- 뉴 프리미엄 유니버스 스페이스 력셔리
- 뉴 프리미엄 유니버스 익스프레스 노블
- 뉴 프리미엄 유니버스 노블
- 뉴 프리미엄 유니버스 프라임 EX

기아
- 뉴 그랜버드 이노베이션 파크웨이
- 뉴 그랜버드 이노베이션 선샤인
- 그랜버드 슈퍼 프리미엄 선샤인
- 그랜버드 슈퍼 프리미엄 실크로드 캄

## 사진

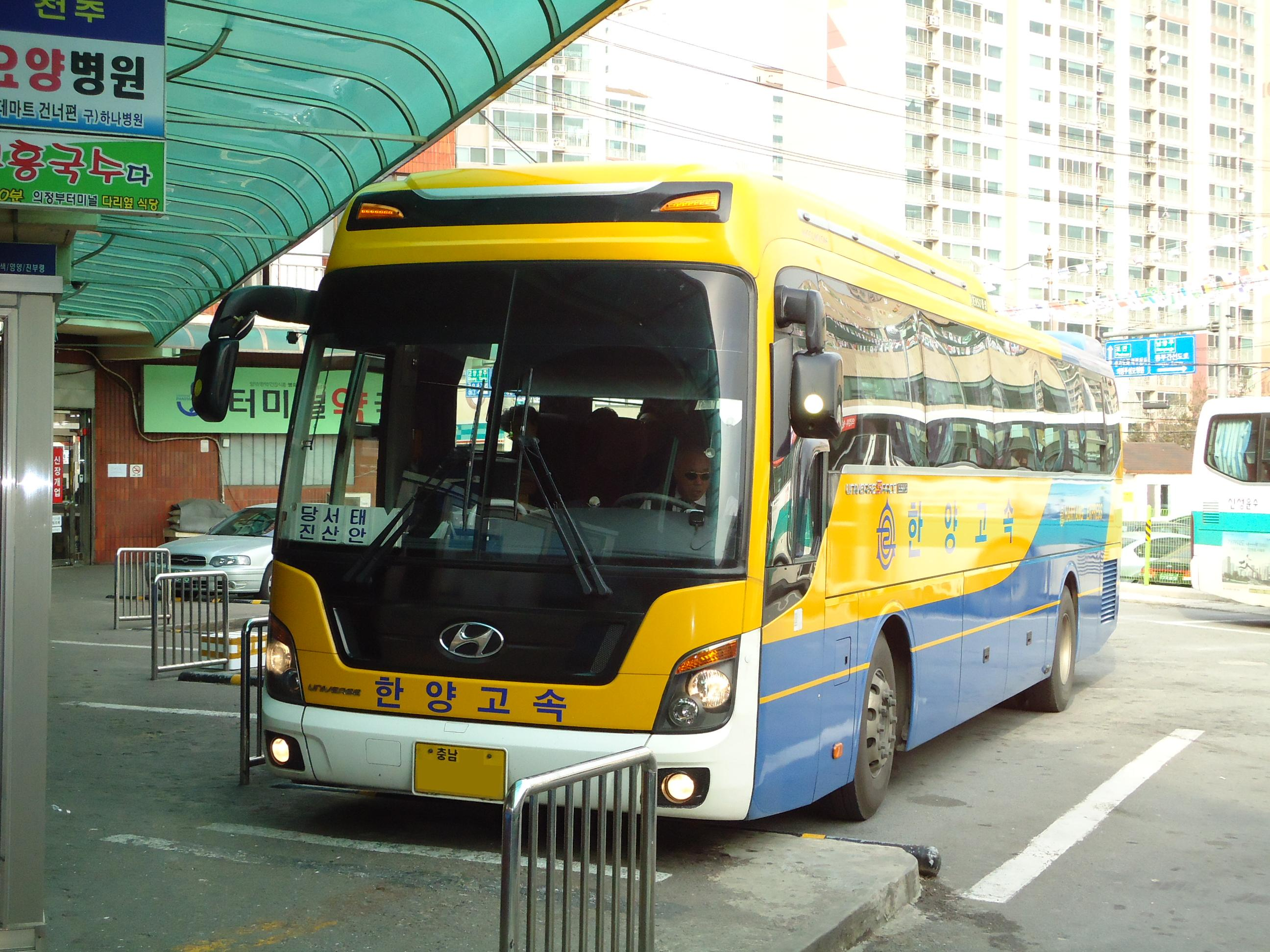
유니버스 럭셔리 신도색 (대차됨)